# Mouding
Der Kreis Mouding (牟定县,  Móudìng Xiàn) ist ein Kreis des Autonomen Bezirks Chuxiong der Yi in der chinesischen Provinz Yunnan. Er hat eine Fläche von 1.449 km² und zählt 149.437 Einwohner (Stand: Zensus 2020). Sein Hauptort ist die Großgemeinde Gonghe (共和镇).